# Sunette Viljoen
Sunette Stella Viljoen (* 6. Oktober 1983 in Johannesburg) ist eine südafrikanische Speerwerferin und zählt zu den erfolgreichsten Leichtathleten ihres Landes. Unter anderem gewann sie fünf Afrikameistertitel sowie jeweils zwei Wettbewerbe der Commonwealth Games und der Sommer-Universiade in Folge. Auch spielte sie zu Beginn ihrer sportlichen Karriere für die südafrikanische Cricket-Nationalmannschaft.

## Sportliche Laufbahn
Ihr Debüt für die Cricket-Nationalmannschaft gab sie auf der Tour in England im Sommer 2000. In der folge wurde sie für den Women’s Cricket World Cup 2000 in Neuseeland nominiert und spielte dort in allen Spielen des südafrikanischen Teams. Ihre beste Leistung war ein Half-Century über 54* Runs gegen England für das sie als Spielerin des Spiels ausgezeichnet wurde. Auch konnte sie gegen Irland als Bowlerin 3 Wickets für 27 Runs erzielen. Einen weiteren Einsatz für die Nationalmannschaft hatte sie im März 2002, auf der Tour gegen Indien, bei dem sie vier WODIs und einen WTest bestritt. Bei letzteren konnte sie im zweiten Innings ein Half-Century über 71 Runs erreichen.
Erste internationale Erfahrungen als Leichtathletin sammelte Sunette Viljoen bei den Weltmeisterschaften 2003 in Paris, bei denen sie mit einer Weite von 56,78 m in der Qualifikation ausschied. Anschließend gewann sie bei den Afrikaspielen in Abuja mit 51,68 m die Bronzemedaille hinter der Tunesierin Aïda Sellam und Lindy Leveau von den Seychellen. Es folgte der Sieg bei den Afro-Asiatischen Spielen in Hyderabad mit 55,49 m. Im Jahr darauf siegte sie mit neuem Meisterschaftsrekord von 60,13 m bei den Afrikameisterschaften in Brazzaville und qualifizierte sich mit nur 20 Jahren erstmals für die Olympischen Spiele in Athen, kam dort aber mit 54,45 m über einen 35. Platz in der Qualifikationsrunde nicht hinaus. 2005 nahm sie an der Sommer-Universiade in Izmir teil und erreichte dort mit einer Weite von 51,09 m Rang zwölf. 2006 siegte sie bei den Commonwealth Games in Melbourne mit neuem Spielerekord von 60,72 m und musste sich bei den Afrikameisterschaften in Bambous mit 55,64 m nur ihrer Landsfrau Justine Robbeson geschlagen geben. Im Jahr darauf gewann sie bei den Afrikaspielen in Algier mit 54,46 m erneut die Bronzemedaill hinter Robbeson und Leveau. Anschließend wurde sie bei den Studentenweltspielen in Bangkok mit 58,39 m Fünfte.
2008 siegte sie bei den Afrikameisterschaften in Addis Abeba mit 55,17 m erneut und qualifizierte sich damit auch für die Olympischen Spiele in Peking, bei denen sie mit 55,58 m erneut in der Vorrunde ausschied. Im Jahr darauf siegte sie bei der Sommer-Universiade in Belgrad mit einem Wurf auf 62,52 m und schied bei den Weltmeisterschaften in Berlin mit 56,83 m in der Qualifikation aus. 2010 verbesserte sie bei den Afrikameisterschaften in Nairobi ihren eigenen Meisterschaftsrekord auf 63,33 m und verteidigte damit erfolgreich ihren Titel. Genauso verfuhr sie auch bei den Commonwealth Games in Neu-Delhi, bei denen sie den Spielerekord auf 62,34 m verbesserte. Im Folgejahr stellte sie bei den Studentenweltspielen in Shenzhen mit 66,47 m einen neuen Afrikarekord auf, den sie kurz darauf bei den Weltmeisterschaften im südkoreanischen Daegu auf 68,38 m schraubte und damit im hochkarätig besetzten Feld überraschend die Bronzemedaille hinter der Russin Marija Abakumowa und Barbora Špotáková aus Tschechien gewann. Der Russin wurde die Goldmedaille wegen eines Dopingvergehens im Nachhinein aberkannt und Viljoen erhielt dadurch die Silbermedaille zugesprochen. 2012 ging sie bei den Olympischen Spielen in London als Weltjahresbeste an den Start, ging aber im Finale leer aus und belegte mit einem Wurf auf 64,53 m den undankbaren vierten Platz. Zuvor stellte sie beim Diamond-League-Meeting in New York mit 69,35 m den aktuellen Afrikarekord auf und liegt damit auf Platz sechs der ewigen Weltbestenliste (Stand: 2019).
2013 belegte sie bei den Weltmeisterschaften in Moskau mit 63,58 m den sechsten Platz und gewann im Jahr darauf bei den Commonwealth Games in Glasgow mit einer Weite von 63,19 m die Silbermedaille hinter der Australierin Kimberley Mickle. Anschließend siegte sie bei den Afrikameisterschaften in Marrakesch mit einem neuen Meisterschaftsrekord von 65,32 m. Zudem wurde sie beim Leichtathletik-Continentalcup ebendort mit 63,76 m Zweite. 2015 nahm sie ein weiteres Mal an den Weltmeisterschaften in Peking teil und gewann dort im Finale mit einem Wurf auf 65,79 m die Bronzemedaille hinter der Deutschen Katharina Molitor und Lü Huihui aus China. 2016 sicherte sich Viljoen bei den Afrikameisterschaften im heimischen Durban mit 64,08 m ihre insgesamt fünfte Goldmedaille und gewann anschließend bei den Olympischen Spielen in Rio de Janeiro mit 64,92 m die Silbermedaille hinter der Kroatin Sara Kolak.
2018 nahm sie erneut an den Commonwealth Games im australischen Gold Coast teil und gewann dort mit 62,08 m die Bronzemedaille hinter den beiden Australierinnen Kathryn Mitchell und Kelsey-Lee Barber. Im Jahr darauf gewann sie bei den Afrikaspielen in Rabat mit 53,44 m die Bronzemedaille hinter der Nigerianern Kelechi Nwanaga sowie ihrer Landsfrau Jo-Ane van Dyk. Ende September nahm sie zudem ein weiteres Mal an den Weltmeisterschaften in Doha teil und schied dort mit 60,10 m in der Qualifikation aus.
2003 und 2004, 2006 sowie von 2009 bis 2017 und 2019 wurde Viljoen südafrikanische Meisterin im Speerwurf.
Im Dezember 2021 unterzeichnete sie einen Vertrag bei den Titans um ihre Cricket-Karriere wieder aufzunehmen.

## Persönliches
Viljoen arbeitet als Sportlehrerin in Rustenburg. Sie lebt offen homosexuell in Südafrika.